# Santa Maria (Lied)
Santa Maria ist ein Lied des Italopop-Duos Oliver Onions. Es erreichte 1980 sowohl in der italienischsprachigen Originalversion als auch in der deutschen Coverversion von Roland Kaiser die Chartspitze der deutschen Singlecharts.

## Version von Oliver Onions
Das Lied wurde von Guido de Angelis, Maurizio de Angelis und Cesare de Natale geschrieben und auch produziert. Es erschien auf dem gleichnamigen Album. In Deutschland und Österreich erreichte das Lied im August und September 1980 Platz eins der Charts, in der Schweiz Platz zwei.

## Version von Roland Kaiser

Single von Roland Kaiser (1980)

Kaiser hatte für die deutschsprachige Version des Liedes – zu dieser Zeit war es üblich, internationale Hits in die deutsche Sprache zu übersetzen – ursprünglich einen Text über Christoph Columbus und die Entdeckung Amerikas geschrieben.
Die Plattenfirma hatte ihn zunächst mit Kaiser produziert, vor Veröffentlichung aber verworfen. Als Reaktion darauf schrieb Kaiser gemeinsam mit dem Schlagertexter Norbert Hammerschmidt in einem Text viele Klischees des deutschen Schlagers zusammen: von Reisen in südliche Gefilde bis zur Defloration („Den Schritt zu wagen – Santa Maria – Vom Mädchen bis zur Frau“). Er rechnete mit der erneuten Ablehnung der Firma, doch diese zeigte sich begeistert. Auch beim Publikum wurde der Titel ein großer Erfolg: Insgesamt wurden von dem im Juni 1980 veröffentlichten Stück 1,2 Millionen Singles verkauft. Auch in den Niederlanden und in Belgien erreichte die Version im Dezember 1980 und Januar 1981 Platz eins der dortigen Charts. 1981 gewann Roland Kaiser mit dem Stück zudem den Bronzenen Löwen von Radio Luxemburg.

## Parodien und weitere Coverversionen
Zeitgleich mit Roland Kaiser veröffentlichte Tony Holiday auf LP eine deutsche Version mit dem Titel Einmal im Leben. Ebenfalls 1980 veröffentlichte Didi Hallervorden eine Coverversion des Liedes unter dem Titel Punker Maria. Im Jahr darauf nahm auch Mike Krüger eine Blödelversion des Liedes unter dem Titel Sand da Maria auf. Gerd Christian coverte das Lied in seinem 1981 erschienenen Album Sag ihr auch. Eine weitere deutsche Textversion wurde von Vico Torriani gesungen. Bei ihm geht es um eine Trauminsel in südlichen Gefilden.
Jaromír Mayer veröffentlichte 1982 eine tschechische Version von Santa Maria über die Entdeckung Amerikas.
Auf der LP der argentinischen Sängerin Manuela Bravo von 1982 ist eine spanische Version, die textlich an der italienischen Originalversion angelehnt ist.

## Kritik
Die Zeit nannte die Version von Roland Kaiser einen „Reisehit“ und schrieb:

„Tausendmal gehört, hat sich die Insel, die aus Träumen geboren, für immer ins Gedächtnis eingegraben. Roland Kaiser hat sie mit einer Inständigkeit und einem Sehnsuchtstremolo besungen, als könnte es für den, der einmal dort gewesen ist, keine anderen großen Ziele mehr geben. Wer solche Reisehits hat, braucht keinen Reisekatalog.“